# Sadler's Wells

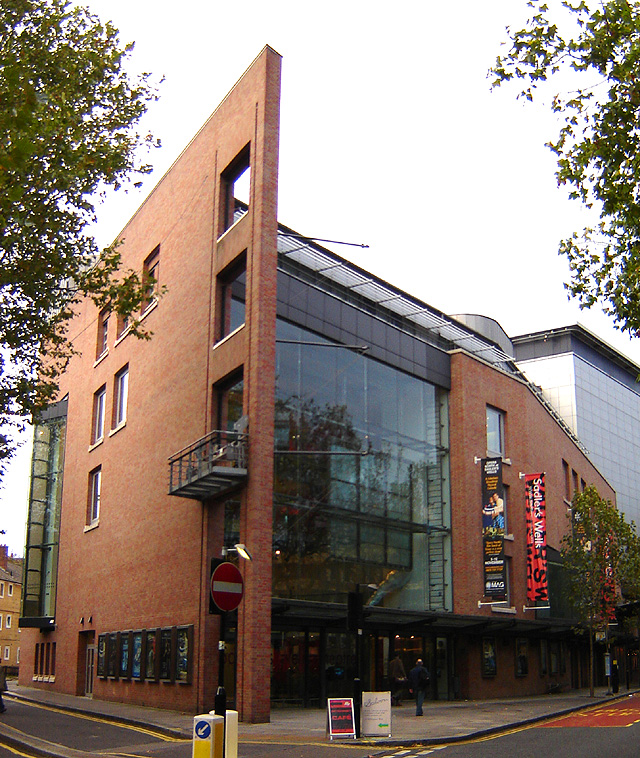
Sadler's Wells

Sadler's Wells är en teater i Islington, norra London. Teatern har rötter som går tillbaka till 1683. Den nuvarande byggnaden invigdes 1998. Verksamheten är inriktad på balett och opera.